# Pterocallis alnijaponicae
Pterocallis alnijaponicae är en insektsart. Pterocallis alnijaponicae ingår i släktet Pterocallis och familjen långrörsbladlöss. Inga underarter finns listade i Catalogue of Life.